# Lizarba
Lizarba is een monotypisch geslacht van spinnen uit de  familie van de Hahniidae (kamstaartjes).

## Soort
- Lizarba separata Roth, 1967